# Michael Podro
Michael Podro CBE FBA (13 de marzo de 1931-28 de marzo de 2008) fue un historiador de arte británico. Podro, hijo de refugiados judíos de Europa central, nació y creció en Hendon, Middlesex. Asistió a la escuela Berkhamsted en Hertfordshire, sirvió en la RAF y estudió inglés en el Jesus College de Cambridge y filosofía en el University College de Londres. Después de terminar su doctorado en filosofía e historia del arte, fue profesor en el Camberwell College of Arts, el Instituto Warburg y la Universidad de Essex. Sus obras más conocidas de esta época son: La variedad de la percepción: teorías del arte desde Kant hasta Hildebrand (1972) y Historiadores críticos del arte (1982). En este trabajo Podro abogó por incorporar cuestiones filosóficas al estudio del arte, así como el enfoque predominante en el estilo, la atribución y el detalle contextual.
Podro fue fideicomisario del Museo Victoria y Alberto y fue miembro de la Academia Británica. En 1961 se casó con Charlotte Booth, con quien tuvo dos hijas.
En su trabajo como historiador es relevante que acuñó el término "historiografía crítica" del arte, para describir un modelo de historiografía con raíces en la estética alemana de finales del siglo XIX qu ese caracteriza por su vocación reflexiva, histórico-artística y crítica de las obras, la elaboración de estructuras generales en la reflexión conceptual sobre la naturaleza del arte a través del estudio de grupos concretos de obras; traslado del acervo, del conocimiento adquirido, al análisis de obras particulares; y enfoque en la relación con la filosofía, con influencias de Kant, Schiller y Hegel. Podro entiende que la acción historiográfica, además de registrar datos y documentos, se conecta con un concepto previo de obra de arte.